# Jérôme Schmitt
Pour les articles homonymes, voir Schmitt.
Jérôme Schmitt, né le 8 septembre 1981 à Colmar, est un joueur français de basket-ball. Schmitt mesure 2,06 mètres et joue aux postes de pivot et d'ailier fort.

## Biographie
Jérôme Schmitt découvre le basket-ball dans le village d'Ohnenheim. Sa taille lui permet d'être surclassé et de jouer avec la catégorie supérieure où il s'impose sans difficultés.
Il se tourne d'abord vers le judo. Il fait deux années de sport-études à Colmar, joue dans une compétition européenne et obtient une ceinture marron. Mais quand la SIG le repère et lui demande de venir faire des tests avec les cadets du club il accepte de continuer vers le basket-ball.
Avec les espoirs, il est MVP de la saison 2000-2001 et finaliste du championnat de France. En parallèle, il est intégré à l'équipe professionnelle, sous la direction de Christophe Vitoux. C'est avec ce dernier club qu'il marque ses premiers points au plus haut niveau.
Un changement d'entraîneur pour la saison 2002-2003 force Jérôme Schmitt à se chercher un nouveau club. Il rejoint Brest et le championnat de Pro B. Il emmagasine l'expérience du haut niveau et un an plus tard c'est sous la houlette de Frédéric Sarre qu'il réintègre la Pro A à Bourg-en-Bresse. Lors de la saison 2004-2005, le club dispute les playoffs du championnat, battu en huitième de finale par Pau-Orthez. Schmitt est l'un des éléments majeurs de l'équipe, apprécié pour son jeu simple mais efficace.
Sa fin de saison tonitruante lui permet de se faire repérer par le sélectionneur de l'équipe de France A'. Sa campagne américaine réussie le fait même intégrer la présélection de l'équipe de France A. Lors des matchs de préparation, Jérôme Schmitt se révèle plus efficace que Claude Marquis et la presse commence alors à s'intéresser à ce jeune joueur qui se révèle être un allié efficace aux joueurs venus de National Basketball Association (NBA). Il intègre pleinement la sélection française présente à Belgrade pour le Championnat d'Europe. La campagne française se solde par une médaille de bronze. Lors de la compétition, le sélectionneur Claude Bergeaud lui octroie 5 minutes 3, temps qu'il utilise pour présenter des statistiques de 1 point, 1,3 rebond, 0,2 passe,.

Une célèbre marque de costumes fait de Jérôme Schmitt l'un de ses ambassadeurs, aux côtés de Tony Parker et de Boris Diaw.
Pour les saisons 2006-2007 et 2007-2008, il suit son entraîneur à Gravelines-Dunkerque mais les résultats du club sont moyens.
Après deux saisons dans le Nord, il rejoint Chalon-sur-Saône, équipe dirigée par Gregor Beugnot. En novembre 2009, il se fait opérer d'une hernie discale qui  le prive du reste de la fin de saison. Il ne joue pas un seul match lors de la saison 2010-2011 et arrête sa carrière en juillet 2011.

## Clubs successifs
- 2000-2003 :  Strasbourg (Pro A)
- 2003-2004 :  Brest (Pro B)
- 2004-2006 :  JL Bourg (Pro A)
- 2006-2008 :  BCM Gravelines (Pro A)
- 2008-2011 :  Chalon-sur-Saône (Pro A)

## Palmarès
- Médaille de bronze au championnat d'Europe 2005